# Фотографика
Фотографика — вид изобразительного искусства, основанный на трансформации фотографического изображения в графический художественный образ. В художественной фотографии так называется совокупность приёмов трансформации снимка в процессе фотопечати. Обычно к фотографике относят такие техники, как изогелия, псевдосоляризация, изополихромия, фотобарельф, фотограмма и другие.
Приёмы фотографики характерны для аналоговой фотографии, в которой получались сложными процессами с контратипированием и промежуточной печатью. С распространением цифровой фотографии термин утратил своё значение, поскольку практически все эффекты могут быть с лёгкостью получены обработкой исходных файлов из цифрового фотоаппарата или из фильм-сканера в графическом редакторе.